# Adenoma
Busca fuentes: «Adenoma» – noticias · libros · académico · imágenes
Un adenoma (del griego ἀδῆν, adēn, «glándula») es un tumor epitelial benigno cuya estructura interna es semejante a la de una glándula.
Los adenomas pueden crecer a partir de muchos órganos glandulares, incluidas las glándulas suprarrenales, la glándula pituitaria, la tiroides, la próstata y otras. Algunos adenomas crecen a partir del tejido epitelial en áreas no glandulares, pero expresan la estructura del tejido glandular (como puede suceder en la poliposis adenomatosa familiar). 
Aunque los adenomas son benignos, con el tiempo pueden transformarse y volverse malignos, en cuyo caso se denominan adenocarcinomas. La mayoría de los adenomas no se transforman. Pero, incluso cuando son benignos, tienen el potencial de causar graves complicaciones de salud al comprimir otras estructuras (efecto de masa) y al producir grandes cantidades de hormonas de una manera no regulada, no dependiente de la retroalimentación (causando síndromes paraneoplásicos). Algunos adenomas son demasiado pequeños para ser vistos macroscópicamente, pero aún pueden causar síntomas clínicos.

## Tipos de adenoma
Existen muchas clases diferentes de adenomas según la localización, como:
- Adenoma tiroideo: aparece en la glándula tiroides. También se llama nódulo tiroideo. Puede ser folicular o papilar, funcionante o no funcionante. Cuando es un adenoma hiperfuncionante (adenoma de Plummer) se llama adenoma tóxico y produce hipertiroidismo.
- Adenoma suprarrenal: aparece en la glándula suprarrenal. También se llama adenoma adrenal. La mayoría son no funcionantes o incidentalomas puesto que se descubren en un TAC realizado por otro motivo. Cuando son funcionantes pueden producir cortisol, aldosterona (síndrome de Conn), androgénos o catecolaminas (feocromocitoma).
- Adenoma bronquial: aparece en los bronquios. También se llama adenoma de Jackson. Muchos son tumores carcinoides.
- Adenoma de colon: aparece en el colon. Adquieren en la mayoría de los casos la morfología de pólipo de colon.
- Adenoma de próstata: aparece en la próstata. También se llama hiperplasia benigna de próstata..
- Adenoma pleomórfico: aparece frecuentemente en las glándulas salivares.[7]
- Adenoma hepático: aparece en el hígado.[8][9]
- Adenoma hipofisario: aparece en la hipófisis. La mayoría no son funcionantes, no producen y no secretan hormonas; entre los productores de hormonas, los más frecuentes son los prolactinomas, asociados con una elevada secreción de prolactina; si sintetizan hormona del crecimiento provocan gigantismo o acromegalia; si producen ACTH se desarrolla la enfermedad de Cushing, la variante hipofisaria del Síndrome de Cushing.
- Adenoma de mama: se llaman fibroadenomas. Frecuentemente son muy pequeños, y difíciles de detectar. Suelen no dar síntomas. El tratamiento puede incluir biopsia por aguja, o remoción.
- Adenoma de páncreas: puede ser cualquier tumor benigno de páncreas. Cuando es funcional se lo denomina insulinoma porque produce insulina, gastrinoma si produce gastrina, vipoma si produce Péptido vasoactivo intestinal.
- Adenoma paratiroideo: está localizado en las glándulas paratiroides.[10] Es la causa más frecuente de hiperparatiroidismo por exceso de producción de hormona paratiroidea
- Adenoma testicular o adenoma de Pick, localizado en los testículos, en las células de Sertoli.
- Adenoma renal: poco frecuente en los riñones.